# Pastinaca (botanica)
Pastinaca L., 1753 è un genere di piante floreali della famiglia Apiaceae.

## Descrizione
Le piante di questo genere sono piante erbacee biennali. L'apparato radicale è spesso, lungo e a forma conica; lo stelo può essere cavo o pieno, comunque nervato. 
Le foglie sono pennate, di solito glabre su entrambe le superfici; le pinne sono serrate o pinnatifidi e sono sessili. 
Le ombrelle sono terminali e laterali; le brattee e le bratteole sono assenti; vi sono numerosi raggi con andamento ascendente. 
I denti del calice sono minuti e triangolari. I petali sono ovali, gialli, incurvati all'apice. 
Lo stilopodio è breve e di forma conica; gli stili sono brevi e divaricati. 
Il frutto è un ampio ellissoide, glabro, fortemente appiattito sul dorso; le costole dorsali sono filiformi e sottili, le laterali sono ampiamente alate.
Le vittae sono 1 in ogni solco, 2-4 sulla commessura. La faccia del seme è piana.

## Distribuzione e habitat
Il genere è originario delle aree a clima temperato del continente eurasiatico; nel XVII secolo è stata introdotta in America la coltivazione per usi alimentari della Pastinaca sativa.

## Tassonomia
Il genere comprende le seguenti specie:
- Pastinaca argyrophylla Delip.
- Pastinaca armena Fisch. & C.A.Mey.
- Pastinaca aurantiaca (Albov) Kolak.
- Pastinaca clausii (Ledeb.) Calest.
- Pastinaca erzincanensis Menemen & Kandemir
- Pastinaca gelendostensis (Yıld. & B.Selvi) Hand
- Pastinaca glandulosa Boiss. & Hausskn.
- Pastinaca hirsuta Pančić
- Pastinaca kochii Duby
- Pastinaca lucida L.
- Pastinaca pimpinellifolia M.Bieb.
- Pastinaca sativa L.
- Pastinaca trysia Stapf & Wettst.
- Pastinaca vanensis Demir, Sefalı & Yapar
- Pastinaca yildizii Dirmenci

## Proprietà
Del genere Pastinaca la più importante economicamente è Pastinaca sativa, la pastinaca, il cui tubero ha impieghi alimentari.
Inoltre, Pastinaca sativa può causare  fitofotodermatite .